# Герцог Камберленд и Стратерн

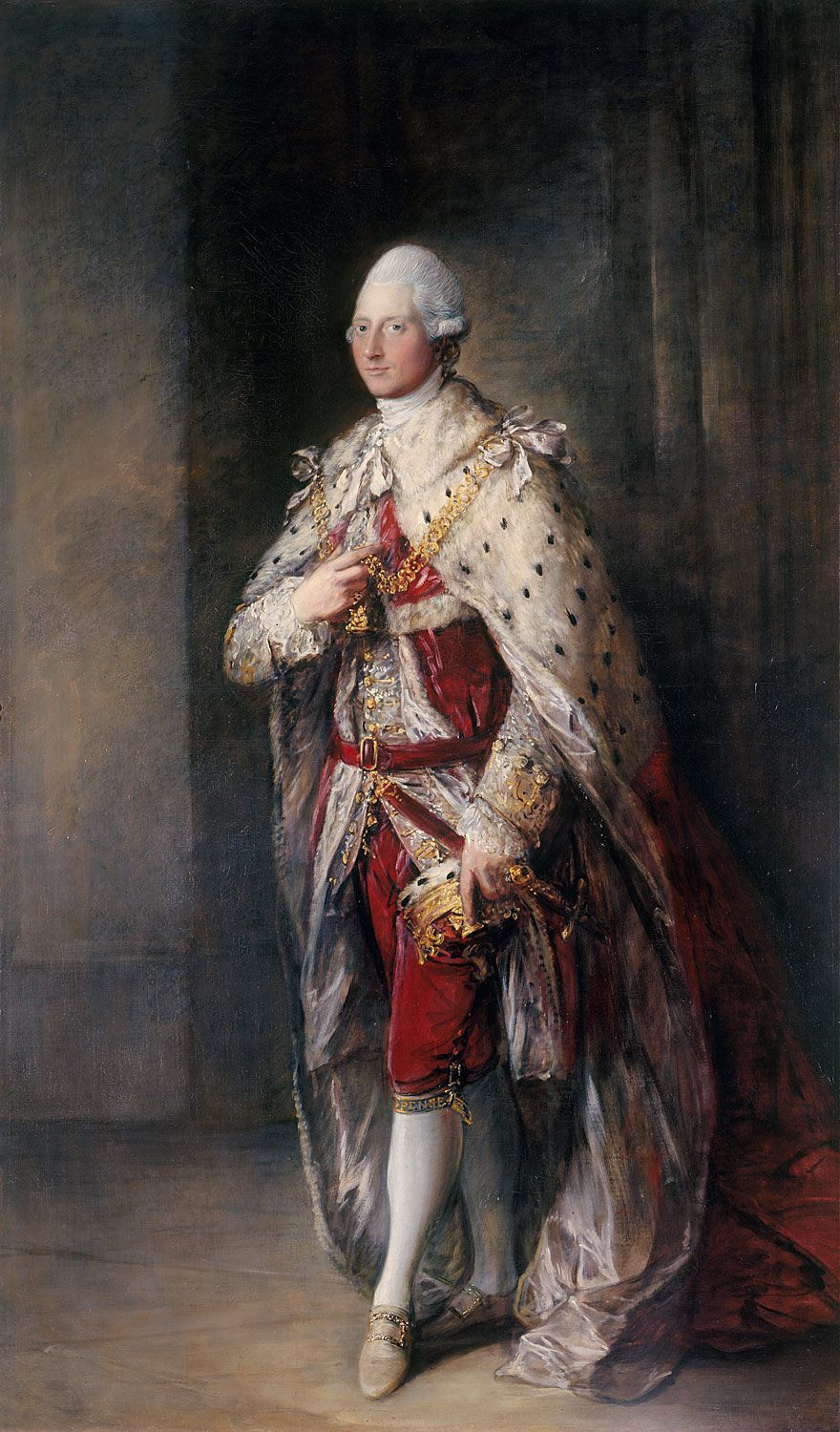
Принц Генри, герцог Камберленд и Стратерн, граф Дублинский (1745—1790), портрет работы Томаса Гейнсборо, 1777 год

Герцог Камберленд и Стратерн (англ. Duke of Cumberland and Strathearn) — аристократический титул в системе Пэрства Великобритании. Титул был создан для члена британской королевской семьи. Название герцогского титула происходит от графства Камберленд в Англии и области Стратерн в Шотландии.

## История
Титул герцога Камберленда был создан трижды в британской истории, в системе Пэрства Великобритании в 1723, 1766 и 1799 годах.
Титул герцога Камберленда и Стратерна был создан 22 октября 1766 года для принца Генри (1745—1790), четвертого сына Фредерика, принца Уэльского (1707—1751), и внука короля Великобритании Георга II. Он получил титулы герцога Камберленда и Стратерна, а также графа Дублина (Пэрство Ирландии). У принца Генри не было детей, и после его смерти в 1790 году все титулы прервались.
Позднее был создан титул герцога Камберленда и Тэвиотдейла в системе Пэрства Великобритании.

## Герцоги Камберленд и Стратерн (1766)
- Принц Генри, герцог Камберленд и Стратерн (7 ноября 1745 — 18 сентября 1790), четвертый сын Фредерика, принца Уэльского (1707—1751), и принцессы Августы Саксен-Готской (1719—1772).